# Zacharia Mpolokeng
Zacharia Mpolokeng (* 16. April 1967) ist ein ehemaliger südafrikanischer Marathonläufer.
Bei der nationalen Meisterschaft im Halbmarathon belegte er 1997 den neunten und 2000 den 20. Platz.
2001 wurde er Vierter bei der nationalen Marathonmeisterschaft, gewann den Halbmarathonbewerb des Two Oceans Marathons und siegte beim Dublin-Marathon. 2002 gewann er den Pjöngjang-Marathon und wurde Dritter in Dublin, 2004 kam er in Dublin auf den fünften Platz.

## Persönliche Bestzeiten
- Halbmarathon: 1:03:40 h, 6. August 2000, Durban
- Marathon: 2:14:03 h, 29. Oktober 2001, Dublin